# Islas Banggai
Las islas de Banggai (en indonesio, kepulauan Banggai), son un archipiélago de islas de Indonesia situado en la bahía de Tolo (Teluk Tolo), en el límite entre el mar de Banda y el mar de Molucas, en el extremo oriental de la isla indonesia de Célebes, de la que están separadas por el estrecho de Peleng. 
Se componen de 123 islas, incluidas las 5 más grandes: 
- Peleng (2 340 km²);
- Isla Banggai (268 km²);
- Bangkurung (145 km²);
- Celebra Besar (84 km²);
- Labobo (80 km²).

Administrativamente, el archipiélago forma un kabupaten de la provincia de Célebes Central, con capital en la ciudad de Banggai, localizada en la homónima isla de Banggai. La superficie del kabupaten es 3 160 km² con 18 828 km² de mar.
No se debe de confundir este kabupaten con el departamento de Banggai, del que se separaron en 1999, al mismo tiempo que  los kabupaten de Buol y Morowali. 

## Transporte
Se puede acceder a las islas en barco desde  Luwuk, antigua capital del departamento de Banggai. Luwuk está conectada por vía aérea con Palu, la capital de la provincia de Célebes Central.